# Helsinki Open 2009
Die Helsinki Open 2009 fanden vom 21. bis zum 22. November 2009 in Helsinki statt. Es war die dritte Austragung dieser internationalen Meisterschaften von Finnland im Badminton.

## Medaillengewinner
| Disziplin    | Gold                             | Silber                        | Bronze                            |
| ------------ | -------------------------------- | ----------------------------- | --------------------------------- |
| Herreneinzel | Ville Lång                       | Kasper Lehikoinen             | Oskari Saarinen                   |
| Herreneinzel | Ville Lång                       | Kasper Lehikoinen             | Iwo Zakowski                      |
| Dameneinzel  | Viivi Brandt                     | Jenny Nyström                 | Tuulia Ollikainen                 |
| Dameneinzel  | Viivi Brandt                     | Jenny Nyström                 | Saara Hynninen                    |
| Herrendoppel | Pekka Ryhänen Antti Viitikko     | Ilkka Nyqvist Oskari Saarinen | Kasper Lehikoinen Tuomas Nuorteva |
| Herrendoppel | Pekka Ryhänen Antti Viitikko     | Ilkka Nyqvist Oskari Saarinen | Ville Lång Mikko Vikman           |
| Damendoppel  | Mathilda Lindholm Jenny Nyström  | Sonja Lius Taru Vikman        | Saara Hynninen Elina Väisänen     |
| Damendoppel  | Mathilda Lindholm Jenny Nyström  | Sonja Lius Taru Vikman        | Sofie Alm Oona Seppälä            |
| Mixed        | Jesper von Hertzen Jenny Nyström | Antti Viitikko Elina Väisänen | Kai Vesikallio Sonja Lius         |
| Mixed        | Jesper von Hertzen Jenny Nyström | Antti Viitikko Elina Väisänen | Tuomas Nuorteva Sofie Alm         |